# Ben Davies
Benjamin Thomas Davies (sinh ngày 24 tháng 4 năm 1993) là một cầu thủ bóng đá chuyên nghiệp người xứ Wales, chơi ở vị trí hậu vệ cho câu lạc bộ bóng đá Anh Tottenham Hotspur và đội tuyển quốc gia xứ Wales.
Davies là một của lò đào tạo trẻ Swansea City, một câu lạc bộ bóng đá xứ Wales có trụ sở tại Swansea, thuộc hệ thống giải bóng đá Anh, anh cũng đã có khoảng thời gian tập luyện ở học viện của câu lạc bộ Viborg FF khi gia đình anh sống ở Đan Mạch. Anh có trận ra mắt chuyên nghiệp đầu tiên cho Swansea City trong trận thuộc vòng 2 giải ngoại hạng Anh mùa 2012-13 với West Ham United và có bàn thắng đầu tiên cho đội một trong chiến thắng 3-1 trước Stoke City vào tháng 1 năm 2013. Ở mùa giải tiếp theo, Davies tiếp tục được ra sân thường xuyên trong đội hình chính thức của Swansea City.
Vào tháng 7 năm 2014, Davies ký hợp đồng với Tottenham Hotspur cùng một khoản phí không được tiết lộ, anh ra mắt Tottenham trong trận đấu tại Europa League với AEL Limassol. Dưới thời huấn luyện viên Antonio Conte, anh được kéo vào đá trung vệ lệch phải trong sơ đồ 3 trung vệ.
Davies đã có ba lần ra sân cho đội bóng đá U19 xứ Wales. Anh  đã ra mắt đội tuyển quốc gia xứ Wales trong trận đấu gặp Scotland tại vòng loại World Cup 2014 vào năm 2012. Anh hiện có hơn 90 lần ra sân cho đội tuyển quốc gia xứ Wales.

## Tuổi thơ
Davies được sinh ra ở Neath, Wales. Sau khi tham gia lò đào tạo bóng đá trẻ tại thành phố Swansea, anh và gia đình chuyển đến Viborg, Đan Mạch, sau khi cha anh chuyển công tác. Họ đã sống ba năm ở Đan Mạch, trong khoảng thời gian này anh chơi cho đội trẻ của Viborg FF trước khi trở lại Swansea. Davies tham dự hệ cao trung tại trường trung học Ysgol Gyfun Ystalyfera và là một diễn giả tiếng Wales thành thạo.

## Sự nghiệp câu lạc bộ

### Swansea City
Sau một khoảng thời gian dài chơi cho đội trẻ, Davies đã ký hợp đồng chuyên nghiệp hai năm với Swansea City, ra mắt đội trong trận đấu tại giải Ngoại Hạng Anh vào ngày 25 tháng 8 năm 2012, vào sân từ băng ghế dự bị thay cho Neil Taylor trong chiến thắng 3-0 trước West Ham trên sân nhà.
Davies được ra sân thường xuyên trong đội hình Swansea trong mùa giải 2012-13, sau chấn thương dài hạn của Taylor.
Vào ngày 23 tháng 11 năm 2012, Davies đã ký hợp đồng mới có thời hạn ba năm rưỡi với Swansea.
Vào ngày 19 tháng 1 năm 2013, Davies đã ghi bàn thắng đầu tiên của mình cho Swansea trong chiến thắng 3-1 trước Stoke City. Khi đó, sau 19 năm 270 ngày, anh trở thành cầu thủ ghi bàn trẻ nhất của Swansea tại Ngoại Hạng Anh. Vào tháng 9 năm 2013, anh đã ghi bàn thắng thứ hai và thứ ba tại Ngoại Hạng Anh cho Swansea, trước West Brom và Arsenal.
Vào ngày 24 tháng 12 năm 2013, Davies đã ký hợp đồng gia hạn một năm, giữ anh ở Swansea cho đến tháng 6 năm 2014.

### Tottenham Hotspur

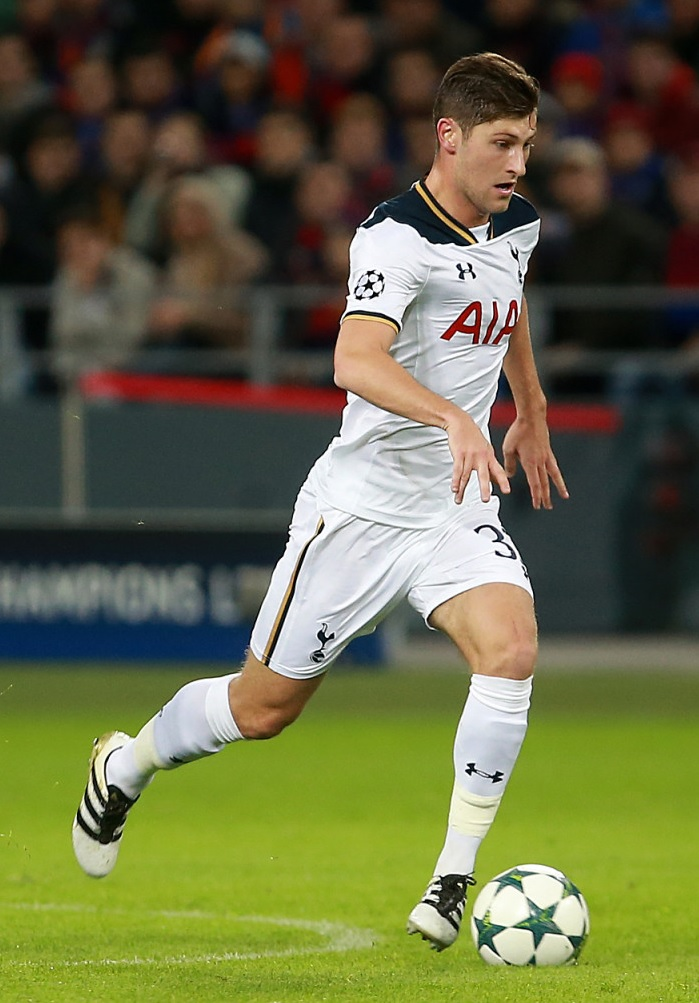
Davies chơi cho Spurs năm 2016

Vào ngày 23 tháng 7 năm 2014, Davies gia nhập Tottenham Hotspur theo hợp đồng năm năm với mức phí không được tiết lộ. Anh gia nhập Spurs cùng ngày với người đồng đội ở Swansea, Michel Vorm, với Gylfi Sigurðsson ra đi theo chiều ngược lại như một phần của thỏa thuận. Davies có trận ra mắt Ngoại Hạng Anh cho Tottenham Hotspur ở những phút cuối trong trận thua 0-3 trước Liverpool. Anh có tên trong đội hình chính thức của Spurs tại chung kết Cúp Liên đoàn 2015 tại Sân vận động Wembley vào ngày 1 tháng 3 năm 2015, trong trận đấu đó Tottenham bị Chelsea đánh bại 2-0.
Davies đã ghi bàn thắng đầu tiên cho Spurs vào ngày 8 tháng 1 năm 2017 trong trận đấu tại Cúp FA với Aston Villa. Anh đã ký hợp đồng mới bốn năm với Tottenham vào ngày 9 tháng 3 năm 2017, gia hạn hợp đồng đến năm 2021.
Davies đã ghi bàn thắng thứ hai cho Tottenham và là bàn thắng đầu tiên của anh cho Spurs ở Ngoại Hạng Anh trong trận gặp Hull City vào ngày cuối cùng của mùa giải 2016-17 một cú nã đại bác từ ngoài vòng cấm nâng tỷ số lên 6-0 cho Tottenham.
Davies ra sân cho Tottenham trong trận mở màn mùa giải 2017-18 và ghi một bàn thắng giúp Spurs giành chiến thắng 2-0 trước Newcastle United.
Davies đã ký hợp đồng mới 5 năm với Tottenham vào tháng 7 năm 2019.

## Sự nghiệp quốc tế
Tháng 9 năm 2012, Davies lần đầu tiên được gọi vào đội tuyển xứ Wales cho các trận đấu vòng loại World Cup 2014. Anh được chọn thay cho người đồng đội ở câu lạc bộ Swansea Neil Taylor bị chấn thương mắt cá chân trong trận đấu với Sunderland tại Ngoại Hạng Anh. Davies có màn ra mắt đội tuyển khi chơi trọn vẹn 90 phút trận thắng 2-1 trước Scotland vào ngày 12 tháng 10 năm 2012.

## Thống kê sự nghiệp

### Câu lạc bộ
Tính đến ngày 25 tháng 5 năm 2025
| Câu lạc bộ          | Mùa giải            | Giải đấu            | Giải đấu | Giải đấu | FA Cup | FA Cup | EFL Cup | EFL Cup | Châu Âu | Châu Âu | Tổng cộng | Tổng cộng |
| Câu lạc bộ          | Mùa giải            | Hạng đấu            | Trận     | Bàn      | Trận   | Bàn    | Trận    | Bàn     | Trận    | Bàn     | Trận      | Bàn       |
| ------------------- | ------------------- | ------------------- | -------- | -------- | ------ | ------ | ------- | ------- | ------- | ------- | --------- | --------- |
| Swansea City        | 2012–13             | Premier League      | 37       | 1        | 1      | 0      | 6       | 0       | —       | —       | 44        | 1         |
| Swansea City        | 2013–14             | Premier League      | 34       | 2        | 0      | 0      | 0       | 0       | 7       | 0       | 41        | 2         |
| Swansea City        | Tổng cộng           | Tổng cộng           | 71       | 3        | 1      | 0      | 6       | 0       | 7       | 0       | 85        | 3         |
| Tottenham Hotspur   | 2014–15             | Premier League      | 14       | 0        | 2      | 0      | 4       | 0       | 9       | 0       | 29        | 0         |
| Tottenham Hotspur   | 2015–16             | Premier League      | 17       | 0        | 2      | 0      | 0       | 0       | 8       | 0       | 27        | 0         |
| Tottenham Hotspur   | 2016–17             | Premier League      | 23       | 1        | 4      | 1      | 2       | 0       | 5       | 0       | 34        | 2         |
| Tottenham Hotspur   | 2017–18             | Premier League      | 29       | 2        | 3      | 0      | 1       | 0       | 5       | 0       | 38        | 2         |
| Tottenham Hotspur   | 2018–19             | Premier League      | 27       | 0        | 1      | 0      | 3       | 0       | 9       | 0       | 40        | 0         |
| Tottenham Hotspur   | 2019–20             | Premier League      | 18       | 0        | 0      | 0      | 1       | 0       | 3       | 0       | 22        | 0         |
| Tottenham Hotspur   | 2020–21             | Premier League      | 20       | 0        | 3      | 0      | 2       | 1       | 13      | 0       | 38        | 1         |
| Tottenham Hotspur   | 2021–22             | Premier League      | 29       | 1        | 3      | 0      | 5       | 0       | 6       | 0       | 43        | 1         |
| Tottenham Hotspur   | 2022–23             | Premier League      | 31       | 2        | 2      | 0      | 0       | 0       | 7       | 0       | 40        | 2         |
| Tottenham Hotspur   | 2023–24             | Premier League      | 17       | 1        | 1      | 0      | 1       | 0       | —       | —       | 19        | 1         |
| Tottenham Hotspur   | 2024–25             | Premier League      | 17       | 0        | 0      | 0      | 3       | 0       | 8       | 0       | 28        | 0         |
| Tottenham Hotspur   | Tổng cộng           | Tổng cộng           | 242      | 7        | 21     | 1      | 22      | 1       | 73      | 0       | 358       | 9         |
| Tổng cộng sự nghiệp | Tổng cộng sự nghiệp | Tổng cộng sự nghiệp | 313      | 10       | 22     | 1      | 28      | 1       | 80      | 0       | 443       | 12        |

1. 1 2 3 4 5  Số lần ra sân tại UEFA Europa League
2. ↑  Ba lần ra sân tại UEFA Champions League, hai lần ra sân tại UEFA Europa League
3. 1 2 3 4  Số lần ra sân tại UEFA Champions League
4. ↑  Số lần ra sân tại UEFA Europa Conference League

### Đội tuyển quốc gia

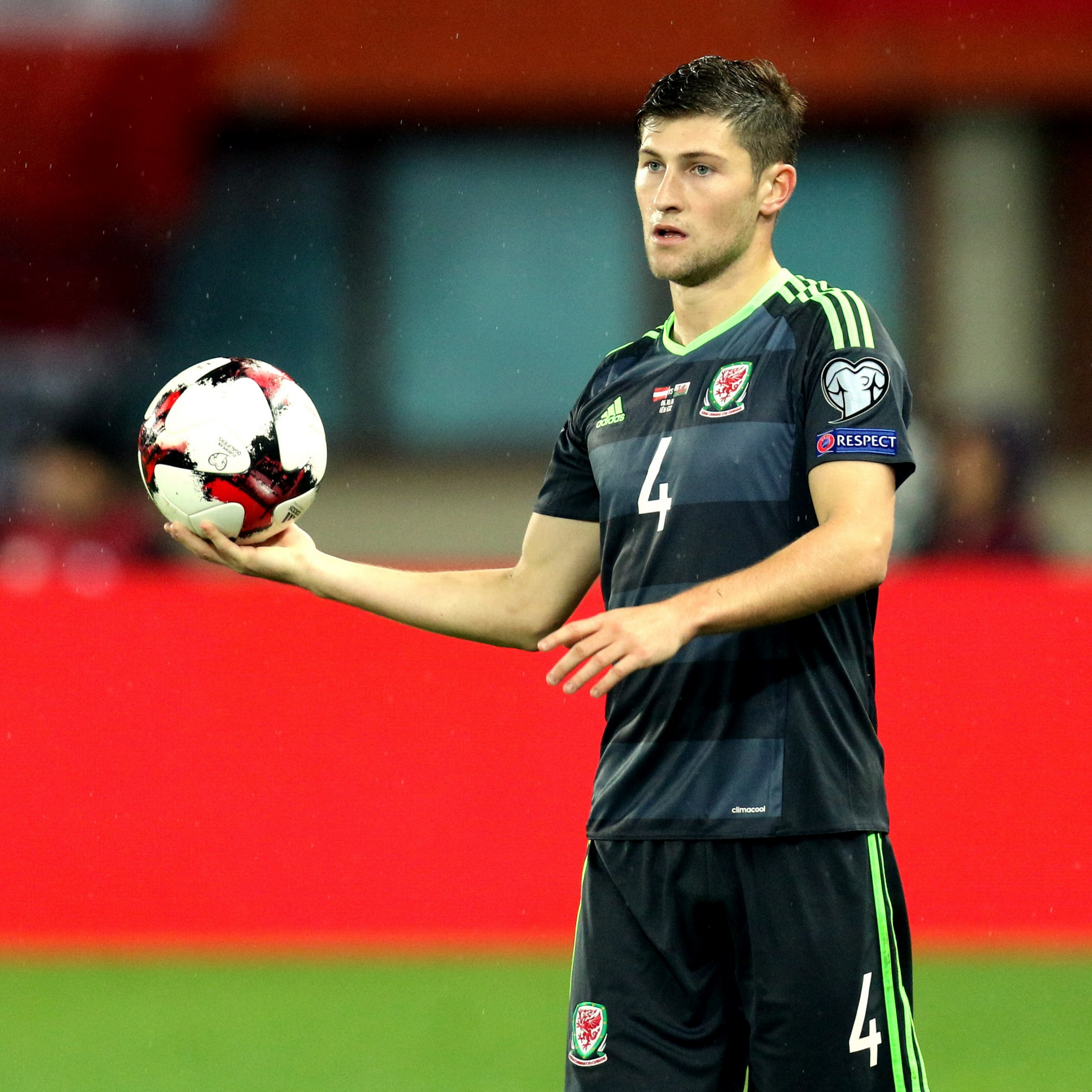
Ben Davies trong trận đấu gặp đội tuyển Áo tại vòng loại World Cup 2018

Tính đến ngày 10 tháng 6 năm 2025
| Đội tuyển quốc gia | Năm       | Trận | Bàn |
| ------------------ | --------- | ---- | --- |
| Wales              | 2012      | 2    | 0   |
| Wales              | 2013      | 7    | 0   |
| Wales              | 2014      | 3    | 0   |
| Wales              | 2015      | 6    | 0   |
| Wales              | 2016      | 10   | 0   |
| Wales              | 2017      | 8    | 0   |
| Wales              | 2018      | 7    | 0   |
| Wales              | 2019      | 9    | 0   |
| Wales              | 2020      | 6    | 0   |
| Wales              | 2021      | 11   | 1   |
| Wales              | 2022      | 8    | 0   |
| Wales              | 2023      | 7    | 1   |
| Wales              | 2024      | 8    | 0   |
| Wales              | 2025      | 4    | 1   |
| Tổng cộng          | Tổng cộng | 96   | 3   |

Tính đến ngày 22 tháng 3 năm 2025.
| # | Ngày                 | Địa điểm                                  | Lần ra sân | Đối thủ    | Bàn thắng | Kết quả | Giải đấu                      |
| - | -------------------- | ----------------------------------------- | ---------- | ---------- | --------- | ------- | ----------------------------- |
| 1 | 13 tháng 11 năm 2021 | Sân vận động Cardiff City, Cardiff, Wales | 68         | Belarus    | 4–0       | 5–1     | Vòng loại FIFA World Cup 2022 |
| 2 | 11 tháng 10 năm 2023 | Racecourse Ground, Wrexham, Wales         | 81         | Gibraltar  | 1–0       | 4–0     | Giao hữu                      |
| 3 | 22 tháng 3 năm 2025  | Sân vận động Cardiff City, Cardiff, Wales | 93         | Kazakhstan | 2–1       | 3–1     | Vòng loại FIFA World Cup 2026 |

## Danh hiệu
Swansea City
- Cúp Liên đoàn bóng đá Anh: 2012–13

Tottenham Hotspur
- UEFA Europa League: 2024–25[18]
- EFL Cup á quân: 2014–15,[19] 2020–21[20]
- UEFA Champions League á quân: 2018–19[21]